# DR P5
DR P5 er en af DR's digitale radiokanaler. Den erstattede P4 Danmark d. 2. november 2009.
P5 henvender sig til det modne publikum over 60 år.

## Programmer
- Brunch på P5
- Dansktoppen
- Det gode selskab
- Eldorado
- Giro 413
- Hithouse
- Hit på Hit
- Hotellet
- Nyborg station
- P5 morgen
- P5 på stribe
- Singlepladen
- Studie 5
- Stå op med Scharling Toft

## Værter
- Charlotte Striib
- Dennis Johannesson
- Gitte Førby
- Jens Rasmussen
- Jesper Nyborg
- Jørgen De Mylius
- Lonnie Devantier
- Ole Jacobsen
- Ole Tøpholm
- Rasmus Scharling Toft
- Rikke Frahm
- Søren Hansen

## Tidligere værter
- Alex Nyborg Madsen
- Anders Bisgaard
- Carsten Løvschall
- Charlotte Mørck
- Connie Warnick Aagaard
- Flemming Nielsen
- Gert Eilrich
- Hans Otto Bisgaard
- Jesper Maigaard
- Jørgen Bøgen
- Karlo Staunskær
- Kirsten Siggaard
- Leif Wivelsted
- Margaret Lindhardt
- Monica Krog-Meyer
- Nis Boesdal
- Peter Sten
- Søren Dahl